# Łomna Dolna
Łomna Dolna (cz. Dolní Lomnáⓘ, niem. Nieder Lomna) – wieś gminna na Śląsku Cieszyńskim w Czechach, w kraju morawsko-śląskim (powiat Frydek-Mistek) nad potokiem Łomna.

## Historia
Nazwa wsi pochodzi od potoku Łomna, dopływu Olzy. Zasiedlanie terenów dzisiejszej Łomnej Dolnej rozpoczęło się w 1646 roku. Przy ujściu Łomnej do Olzy zaczęli się najpierw osiedlać jabłonkowianie. Powstała osada, zwana Łomną Miejską, stała się przedmieściem Jabłonkowa. Następnym etapem było zasiedlenie środkowego biegu potoku i powstanie Łomnej, nazwanej później Łomną Dolną dla odróżnienia od jeszcze wyżej położonej jednostki osadniczej, Łomnej Górnej.
Najstarsze osiedla założyli Ondraszkowie na łąkach Kohucionce i Mostarczonce. W XVIII w., kiedy osadnictwo w dolinie Łomnej nabrało rozmachu, zarząd dóbr cieszyńskich w rozmaity sposób zaczął ograniczać już swobodną hodowlę owiec w górskich lasach, dlatego w Łomnej powstawały głównie sałasze dla bydła rogatego. W latach 1720 i 1721 obie części krówskiego sałaszu Mały Krzynów nabył od Komory Cieszyńskiej wojewoda jabłonkowski Jerzy Sikora. W 1837 r. Sikorowie, w liczbie 59, byli już posiadaczami największej części osady. Osadnicy w Łomnej pochodzili prawie bez wyjątku z wsi podbeskidzkich, od Trzycieży i Śmiłowic po Piosek i Bukowiec. Pomiędzy ich nazwiskami znaleziono jedynie kilka nieznanych w tych wsiach.
Jako jednostka administracyjna pojawia się Łomna w roku 1730. W roku 1770 Łomną zamieszkiwało 489 mieszkańców. Wszystkich osadników obowiązywała danina. Poza sałasznictwem mieszkańcy wsi zajmowali się głównie pracą w lasach: wyrębem drzew i ich zwózką. Na dopływach Łomnej istniały klauzy, dzięki którym aż do 1908 r. spławiano drewno aż do Trzyńca - było to krótkie drewno (tzw. szczap lub szajta), przeznaczone początkowo do wyrobu węgla drzewnego dla huty w Trzyńcu, później na cele opałowe. Ubogie rudy żelaza (sferosyderyty) dla tej huty kopano na terenie wsi na przełomie XVIII i XIX w.
Pierwszą prywatną szkołę otwarto w roku 1830. Epidemia cholery w 1833 r. spowodowała widoczny spadek liczby mieszkańców. Według austriackich spisów w roku 1843 gminę zamieszkiwało 817 obywateli w 58 gospodarstwach. W trzech młynach pracowało 3 robotników, a w 5 tartakach 10 robotników. Lata 1844–1847 to lata głodowe ze znaczną liczbą zmarłych. Pierwsza polska szkoła publiczna rozpoczęła działalność w roku 1852. Nowe budynki szkół otwarto w latach 1873 a 1894. Nowy kościół wyświęcono w roku 1896. Podział wsi Łomna na Łomną Dolną i Łomną Górną nastąpił 1 stycznia 1890. Wyodrębniona w tym samym czasie Miejska Łomna stała się częścią Jabłonkowa. Według austriackiego spisu ludności z roku 1910 w Łomnej Dolnej mieszkało 911 obywateli z tego 866 (95,1%) byli Polacy, 13(1.4%) Czesi a 32(3.5%) Niemcy.
W sierpniu 1939 r. wieś, podobnie jak sąsiednią Łomną Górną, zniszczyła wielka powódź. 2 października 1938 r. wraz z innymi miejscowościami Zaolzia przyłączona została do Polski. W latach 1975–1990 wieś była częścią Jabłonkowa.
W nocy z 16 na 17 sierpnia 1944 r. na terenie wsi miał miejsce desant spadochronowy radzieckiej grupy partyzanckiej pod dowództwem kpt. A. Griniewskiego ps. „Nadieżnyj”. W wyniku niemieckiej obławy część skoczków, w tym Polak - por. Władysław Bajan - zginęła. Ich pamięci poświęcono pomnik, usytuowany przy dolnym końcu wsi.

## Ludność
Według spisu powszechnego z 2001 r., Łomnę Dolną zamieszkiwało 564 Czechów, 269 Polaków i pojedyncze osoby innych narodowości. W wyniku wyborów, do siedmioosobowej Rady Gminy w 2006 r. dostało się czterech Polaków. W miejscowości znajduje się także polska szkoła podstawowa.

## Festiwal
W Łomnej organizowany jest także co roku w każdy drugi weekend września (począwszy od 1969 r.) międzynarodowy festiwal folkowy „Śląskie Dni”.

## Galeria

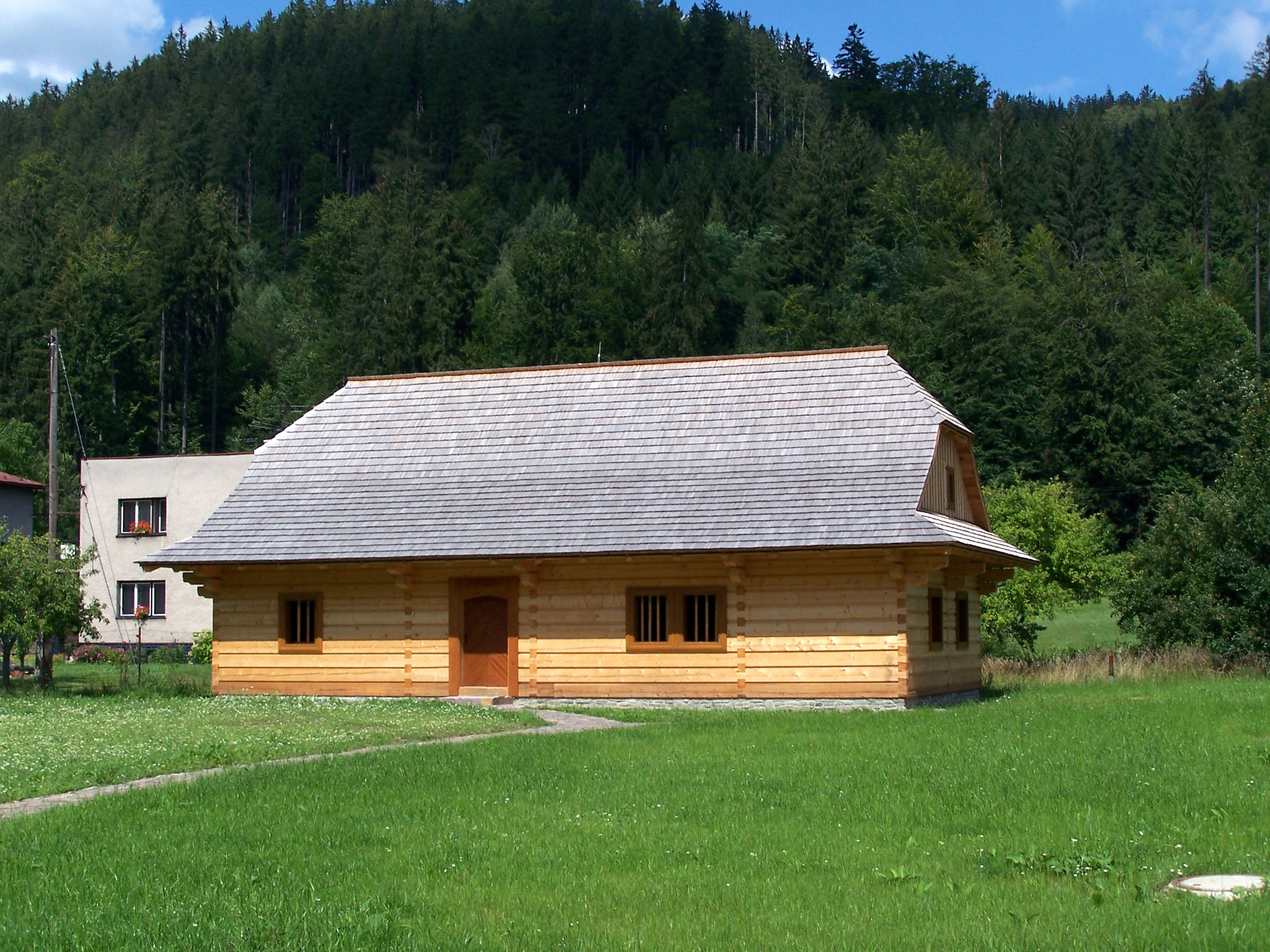
Rekonstrukcja dawnej szkoły siedziba muzeum
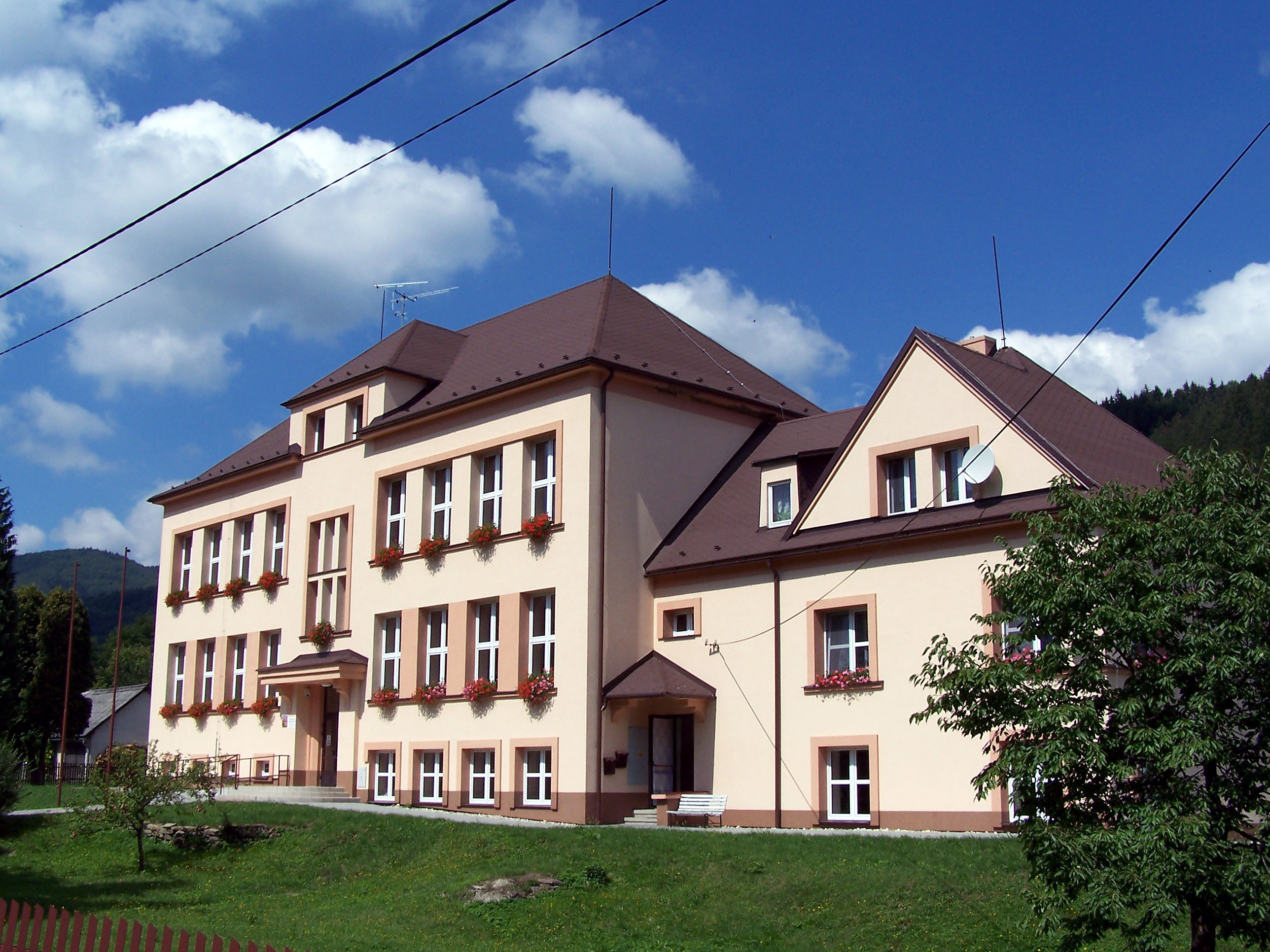
Czeska szkoła podstawowa
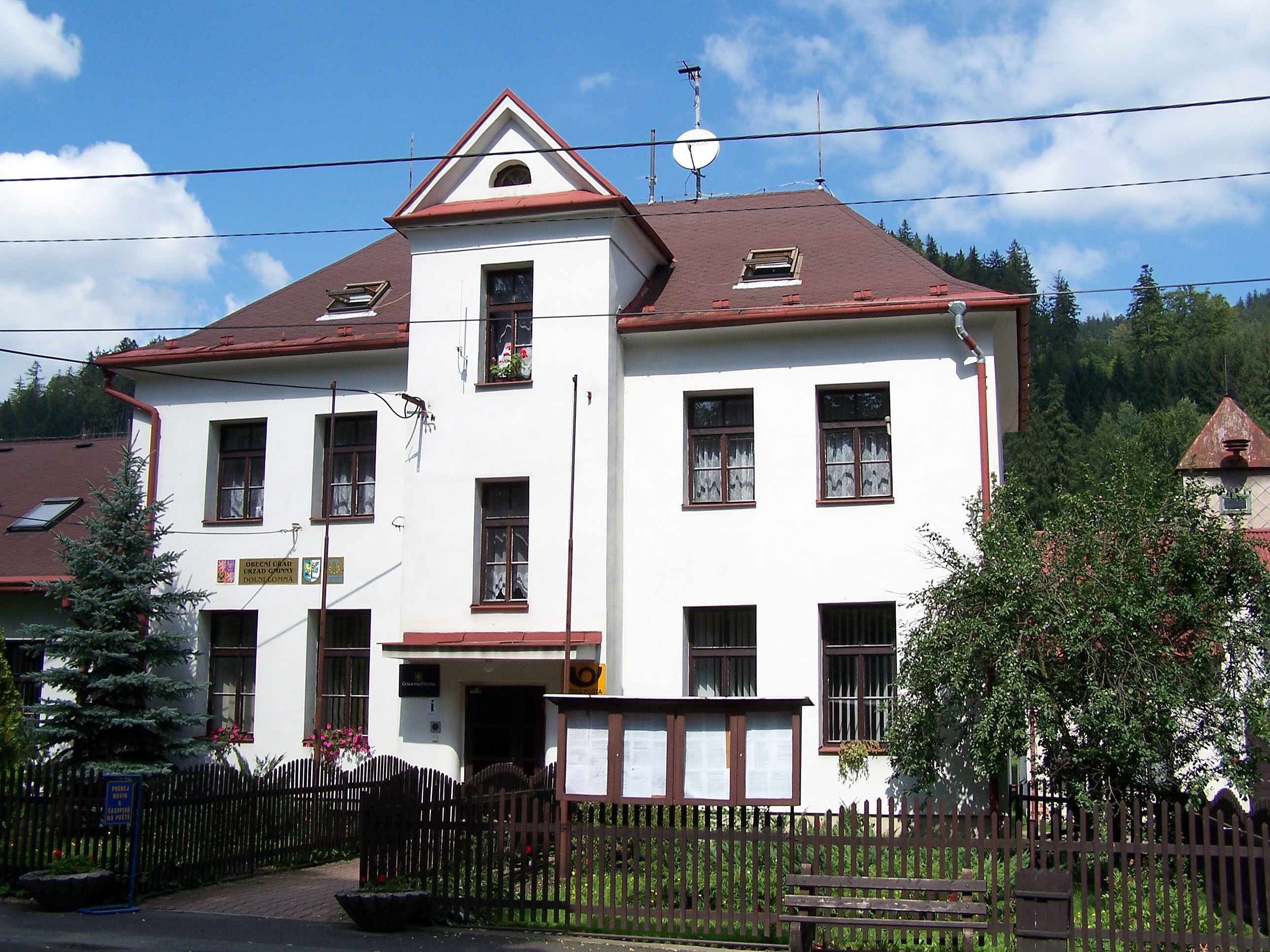
Biuro urzędu gminy i poczta
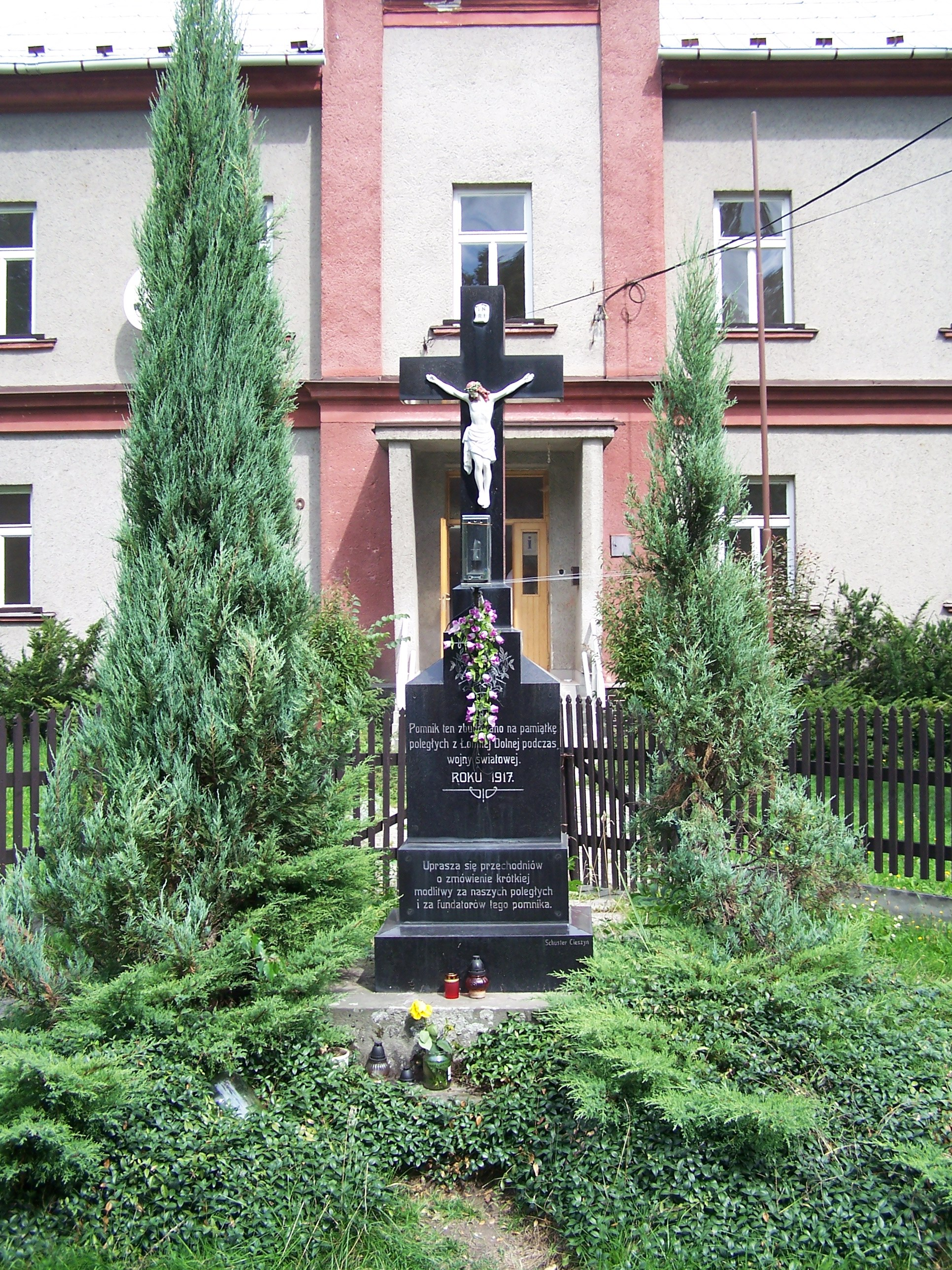
Pomnik poświęcony ofiarom I wojny światowej